# Stenorrhina
Stenorrhina — рід змій родини полозових (Colubridae). Представники цього роду мешкають в Мексиці, Центральній і Південній Америці.

## Види
Рід Stenorrhina нараховує 2 види:
- Stenorrhina degenhardtii (Berthold, 1846)
- Stenorrhina freminvillei (A.M.C. Duméril, Bibron & A.H.A. Duméril, 1854)

## Етимологія
Наукова назва роду Stenorrhina походить від сполучення слів дав.-гр. στηνος — вузький, тонкий і οδους — ніс, морда.